# Анто
Анто (др.-греч. Ἀνθώ; также Анфо) — персонаж древнеримской мифологии. Дочь жестокого царя Альба-Лонги в легенде об основании Рима. По наиболее распространённой версии она была дочерью Амулия и спасла от смерти свою двоюродную сестру Рею Сильвию. По версии историка Промафиона, она была дочерью Тархетия, а мать Ромула и Рема была её рабыней. В большинстве вариантов мифа она безымянная, только Плутарх называет её по имени.

## Биография

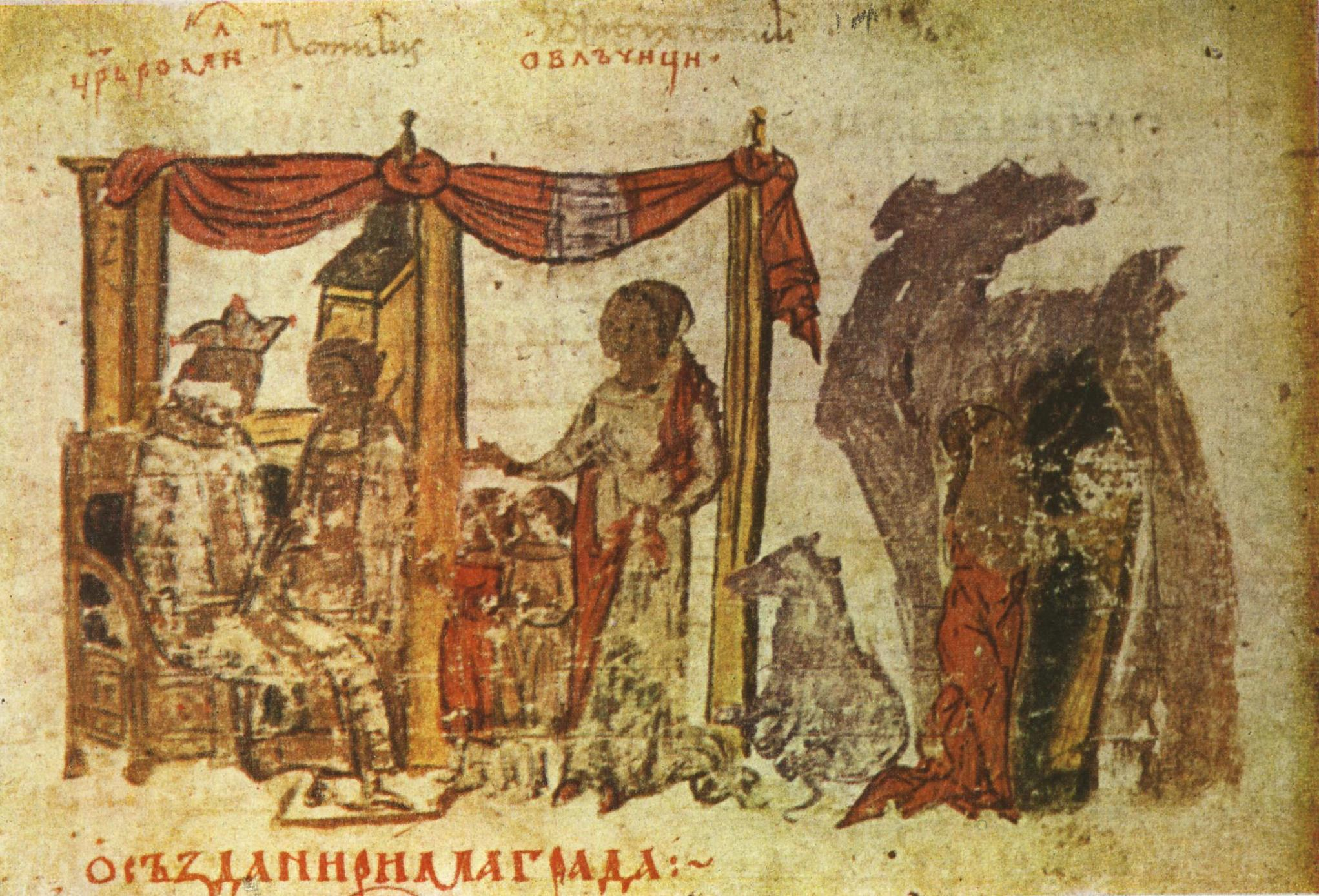
Изнасилование Амулием Илии. Миниатюра из Манасиевой летописи. XIV век

Согласно наиболее распространённой версии легенды, Анто была единственным ребёнком Амулия — младшего сына царя Альба-Лонги Проки Сильвия. Она воспитывалась вместе со своей двоюродной сестрой Реей Сильвией (согласно другой версии её звали Илия). Девушки были ровесницами и были очень близки, словно родные сёстры. Амулий, отец Анто, отстранил от власти Нумитора, отца Реи Сильвии и убил на охоте её брата Лавза. Саму Рею Сильвию Амулий сделал весталкой — жрицей, которая должна была оставаться девственницей. Однако, спустя четыре года, Рея Сильвия забеременела и родила сыновей Ромула и Рема. По одной из версий, её изнасиловал сам Амулий. Царь намеревался казнить весталку за нарушение обета целомудрия. Но за неё заступилась царская дочь, которая умоляла отца пощадить подругу. Амулий уступил уговорам Анто, которую очень любил. Царь ограничился тем, что отправил племянницу в тюрьму.
Плутарх также приводит альтернативную версию рождения Ромула и Рема, изложенную историком Промафионом в своей «Истории Италии». Согласно ей, однажды в очаге тиранического царя Альба-Лонги Тархетия поднялся фаллос и не исчезал многие дни. Оракул Тефиды объявил, что дева, которая соединится с этим фаллосом, родит «знаменитейшего» сына. Царь рассказал содержание пророчества одной из своих дочерей и приказал его исполнить. Однако царевна воспротивилась воле отца и послала вместо себя рабыню, которая забеременела от фаллоса. Узнав об этом, царь приказал убить девушек, но богиня Веста, явившись ему во сне, запретила это делать. Тогда Тархетий заставил их ткать полотно, объявив, что выдаст их замуж после окончания этого задания. Однако, каждую ночь рабыни, по приказу царя, распускали полотно.

## Этимология имени
Историк Иван Нетушил, анализируя имена персонажей мифа об основании Рима, указывал на обилие нелатинских имён в мифе. По его мнению, особенно выделяется имя дочери Амулия — Ἀνθώ, которое «бесспорно» имеет греческое происхождение. Её имя, в переводе с греческого, означает цветок. Согласно мнению Нетушила, «явственно чужой облик» имени был причиной того, что оно крайне редко упоминается в легенде. Только Плутарх, использовавший труды Диокла Пепарефского, называет Анто по имени. В произведениях Дионисия Галикарнасского и Диона Кассия она остаётся безымянной.
Исследователь Питер Уайзман предполагал, что Анто изначально носила латинское имя, но уже у Квинта Фабия Пиктора оно было греческим. Учёный связывал с данной героиней сооружение в 241 или 238 годах до н. э. эдилами Луцием и Марком Публициями Маллеолами храма Флоры возле храмов Цереры, Либера и Либеры и учреждение регулярных Флоралий. По мнению историка Мирославы Миркович, Анто не играет важной роли в легенде по причине своей бездетности. Поэтому наследниками Амулия являются его дети от Реи Сильвии — Ромул и Рем.